# The Lover
The Lover (hangul: 더러버) 2015-ös dél-koreai televíziós sorozat O Dzsongsze (Oh Jung-se), Rju Hjongjong (Ryu Hyun-kyung), Csong Dzsunjong (Jung Joon-young), Cshö Jodzsin (Choi Yeo-jin), Pak Csonghvan (Park Jong-hwan), Ha Unszol (Ha Eun-seol), Terada Takuja és I Dzsedzsun (Lee Jae-joon) főszereplésével. A 12 részes sorozatot az Mnet csatorna vetítette 2015. április 2. és június 25. között minden csütörtök este 11 órakor.

## Alaptörténet
A sorozat négy lakás, nyolc ember történetét mutatja be.
510. lakás: Pak Hvandzsong (Park Hwan-jong) és Ha Szolun (Ha Seol-eun) huszonéves éveikben járnak, 3 hónapja ismerték meg barátaikon keresztül egymást és 7 napja költöztek össze házasság céljából. A 28 éves Szolun (Seol-eun) szeretné annak a látszatát fenntartani, hogy ő a nőiesség megtestesülése. A 32 éves Hvandzsong (Hwan-jong) népszerűtlen részidős oktató egy vizsgaközpontban. Ideiglenesen albérletben élnek, amíg el nem készül az otthonuk. Viszonyuk ellenére magázódva beszélnek egymással.
609. lakás: Harmincas éveiben járó pár, 5 éve ismerik egymást, 2 éve élnek együtt. A négy pár közül ők költöztek oda legkorábban a lakóházba, hogy megkönnyítsék a kapcsolattartást. Egészen addig a 35 éves O Dosi (Oh Do-Si) vidéken élt, a 31 éves Rju Duri (Ryu Doo-ri) pedig magányosan. O Dosi (Oh Do-Si) 9 éve szabadúszó szinkronszínész, de csak alkalmi munkái vannak, nem rendelkezik biztos jövedelemmel. Rju Duri (Ryu Doo-ri) internetes riporter, termékvéleményező blogger. Házasság helyett az együttélést választották.
610. lakás:
Csong Jongdzsun (Jung Young-joon) és Cshö Dzsinnjo (Choi Jin-nyeo) 2 éve ismerik egymást, egy éve élnek együtt. 12 év korkülönbség van köztük, Jongdzsun (Young-joon) 21, Dzsinnjo (Jin-nyeo) 33 éves. Emiatt Jongdzsun (Young-joon) gyakran Manggu (Mang-goo) (망구; „nyanya”) néven szólítja lakótársát. Dzsinnjo (Ji-nyeo) pancshan (banchan)okat árusít, de mániája, hogy néha felesleges dolgokat vásárol. Támogatja párját, Jongdzsun (Young-joon-)t, aki egy kisebb együttes gitárosa és arra vár, hogy híres legyen. Ennek ellenére nem sokat tesz érte, hiszen alig tud gitározni, de a helyesírása is rettenetes.
709. lakás: I Dzsundzse (Lee Joon-jae) 2 éve egyedül él, magányos, és jobban szeret otthon maradni, mintsem kimozdulni onnan. Csak részidős munkákat vállal, emiatt gyakran elmarad a bérleti díjjal, és arra kényszerül, hogy keressen maga mellé egy lakótársat. Nem szeretne beszélgetni se, ha nem muszáj, ezért hirdetésében olyan külföldit keres, aki nem beszél jól koreaiul. Takuja, egy japán utazó jelentkezik a hirdetésére, aki kérése ellenére viszonylag jól beszél koreaiul.

## Szereplők
- O Dzsongsze (Oh Jung-se) – O Dosi (Oh Do-si)
- Rju Hjongjong (Ryu Hyun-kyung) – Rju Duri (Ryu Doo-ri)
- Csong Dzsunjong (Jung Joon-young) – Csong Jongdzsun (Jung Young-joon)
- Cshö Jodzsin (Choi Yeo-jin) – Cshö Dzsinnjo (Choi Jin-nyeo)
- Pak Csonghvan (Park Jong-hwan) – Pak Hvandzsong (Park Hwan-jong)
- Ha Unszol (Ha Eun-seol) – Ha Szolun (Ha Seol-eun)
- Terada Takuja – Takuja
- I Dzsedzsun (Lee Jae-joon) – I Dzsundzse (Lee Joon-jae)
- Szong Gjucshan (Sung Kyu-chan) – Szong Mindzse (Sung Min-jae), a lakóház fenntartója
- Kang Gjonszong (Kang Kyun-sung) – Rju Szonggjon (Ryu Sung-kyun) (cameoszerep, első rész)[7]

## Epizódlista
1. 그래, 아무 것도 하지 말자 (Jó, akkor ne csináljunk semmit)
2. 아니아니, 찌질해도 괜찮아 (Nem-nem, az se baj ha röhejes)
3. 기쁜 우리 젊은 날에는 (Azok a régi szép idők)
4. 낡고 오래된, 그래서 버릴 수 없는 (Vacak és régi, de emiatt nem dobható ki)
5. 유년에게 (Gyermekkoromnak)
6. 여름은 온다 (Jön a nyár)
7. 사랑하냐고? (Mondtam már, hogy szeretlek?)
8. 그럴 수도 있었을 것이다 (Lehet ilyen is néha)
9. 화창한 날에 (Kellemes napokon)
10. 그 누구도 내게 일러주질 않았네 (Senki nem mondta el nekem)
11. 끝의 시작 (A vég kezdete)
12. 마지막 이야기 (Az utolsó történet)